# Anchang, Guizhou
Anchang (kinesiska: 安场, 安场镇, 安常) är en köping i Kina. Den ligger i provinsen Guizhou, i den sydvästra delen av landet, omkring 240 kilometer norr om provinshuvudstaden Guiyang. Antalet invånare är 47 375. Befolkningen består av 23 539 kvinnor och 23 836 män. Barn under 15 år utgör 27,0 %, vuxna 15-64 år 62 %, och äldre över 65 år 10,0 %.